# 加納葉月
加納 葉月（かのう はづき、10月21日  ）は日本のグラビアアイドル・タレント。
兵庫県川西市出身。弟は大成ボクシングジム所属のボクサー・加納陸。

## 概要
2014年にミスFLASH2015の候補生にエントリーしたが、ファイナル進出はならなかった。
2015年にアイドルグループの桜丘ショコラ（さくらがおかショコラ）の第二期メンバーとして加入。（2016年無期限活動中止）
2017年12月21日、ファーストDVD「ほんまに好き!」を発売。
2018年5月24日、mysta主催ミスジェニック2019ファイナリスト選出。6月2日、ミスジェニック第5位に輝いた。

## 出演

### テレビ
- 走改☆車楽!（2015年、TVO）
- ゴッドタン（2016年5月・7月他 TX）
- 濱口女子大学（2016年3月、TVO）
- モテるの法則（2016年6月、NBN）
- 透明彼女 season1 #9（2017年、V☆パラダイス）
- 勇者ああああ（2017年8月他、TX）
- とれたてミスジェニック（2019年7月3日、TOKYO MX）
- 笑福亭鶴光のオールナイトニッポン.TV（J:COMチャンネル）

### CM
- 焼肉「京昌園」

### WEB
- おじさんモンスターバトル（2016年5月、LINE）
- 週刊アスキー（2016年6月）
- 千秋楽がおっぱじまる（2016年6月、NOTTV）
- 坊主麻雀（2016年7月、AbemaTV） - アシスタント
- アイドル密着ガチバトル（2016年7月、AbemaTV）
- お願いランキングABEMA版（AbemaTV）
- 邪道だらけの夜の大運動会2018（2018年4月30日 - 5月1日、AbemaTV）
- メリメロプラザ（レギュラー。ポイントインカム内）[7]
- 裏かみひとえ（Abematv）
- 舌で恋する7日間（Abematv）
- 給与明細（Abematv）
- 【全日本○○グラドルコンテスト】アビリティ（2回）（Abematv）
- タカトシのバラエティだろ〜が!!（Abematv）
- スナップチャットショートフィルム『HALLOWEEN the Midnight Trip』
- 今夜も生ガブッ!（プレミアムガブガールズMC）（ニコニコ生放送）
- マン振り女子（Golf net tv）
- エロキン
- 浅井企画ゲーム部Report（YouTubeチャンネル）
- Rakuten shopping TV #癒しのげつよう（YouTubeチャンネル）
- umabi「小倉競馬場へ行こう」
- LoGiRL『Light』

### 広告
- 竜泉寺の湯

### ラジオ
- グラチアのフレフレスポーツ!

### 舞台
- あの晩、星が教えてくれた - 高田薫 役
- オンライン朗読劇「それぞれの運命」（2021年1月22日、演出：池畑暢平）

## 作品

### 写真集モデル
- 原寸大おっぱい図鑑（2017年8月2日、一迅社、写真:須崎祐次）[8] - Dカップ代表

### イメージビデオ
- ほんまに好き!（2017年12月21日、ギルド）

### 音楽配信
- チアわせムービー（2019年9月5日、ポニーキャニオン） - ミスジェニックとして[9]